# 彰武南站
彰武南站是一个大郑线上的铁路车站，位于辽宁省彰武县城郊乡，建于1927年，目前为五等站，邮政编码为123200。目前客运：仅办理通勤职工乘降；不办理其他客、货运营业。
1. ↑  铁道部电子计算技术中心, 铁道部运输局. . 北京: 中国铁道出版社. 1998: 129. ISBN 9787113030995.